# Alessandro Longhi

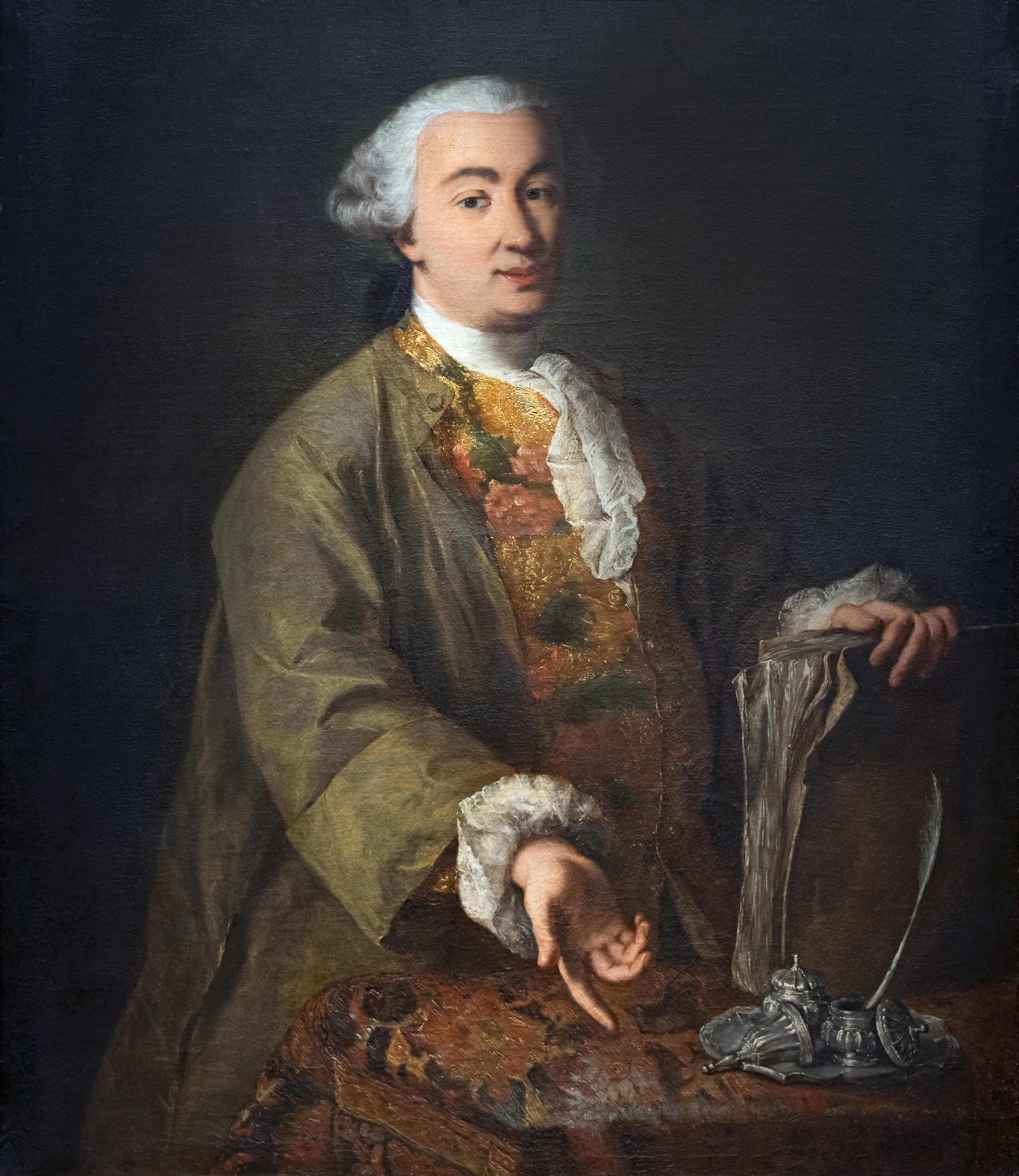
Carlo Goldoni, porträtterad av Alessandro Longhi.

Alessandro Longhi, född 12 juni 1733 i Venedig, död i november 1813, var en italiensk konstnär.
Longhi var son och medhjälpare till Pietro Longhi och elev till Giuseppe Nogari. Han nådde tidigt stora framgångar som porträtt- men även som genre- och kyrkomålare. Longhi invaldes 1759 i Venedigs konstakademi, där han senare också var lärare. Han författade även Compendio delle Vite de' Pittori Veneziani som är en viktig källa för kännedom om venetianskt måleri under 1700-talet.